# اداره ساختمان‌های نیویورک
ادارهٔ ساختمان‌های نیویورک (به انگلیسی: New York City Department of Buildings) نام قسمتی در شهرداری نیویورک است که ضوابط ساخت و ساز ساختمان و منطقه‌بندی را اجرا می‌کند، پروانه ساختمان صادر می‌کند و بر ساختمان‌های موجود و در حال ساخت نظارت می‌کند.